# سفارة إيطاليا في أفغانستان
سفارة إيطاليا في أفغانستان هي أرفع تمثيل دبلوماسي لدولة إيطاليا لدى أفغانستان. تقع السفارة في كابل وهي تهدف لتعزيز المصالح الإيطالية في أفغانستان.

## وصلات خارجية
- قائمة سفارات إيطاليا
- قائمة السفارات في أفغانستان